# Saint-Germain ou la Négociation
Saint-Germain ou la Négociation est un roman de Francis Walder paru le 19 juin 1958 aux éditions Gallimard. Il reçoit le prix Goncourt la même année.

## Résumé
L'action se déroule durant plusieurs mois, en 1570, en plein conflit religieux entre catholiques et huguenots. Les deux camps ont décidé d'une trêve afin de négocier la paix, qui deviendra la paix de Saint-Germain-en-Laye, cette même année 1570.
En 1572, le même conflit entraînera le massacre de la Saint-Barthélemy. 

## Personnages
Le camp catholique est représenté par Henri de Malassise, diplomate discret et subtil, et par le baron de Biron, militaire bruyant et visible. Le chef des huguenots désigne comme négociateurs Monsieur d'Ublé, diplomate habile, dont une partie de la famille est anglaise, ainsi que Monsieur de Mélynes, récemment converti au protestantisme, plus jeune et ambitieux.
Éléonore de Mesmes, jeune et charmante aventurière, cousine d'Henri de Malassise, convertie à la religion réformée, rejoint les négociateurs.
Le roman met en scène des personnalités historiques :
- Charles IX, roi de France,
- Catherine de Médicis,
- L'amiral de Coligny,
- Armand de Gontaut, baron de Biron,
- Henri de Mesmes, seigneur de Malassise[1],

à l'exception des deux négociateurs huguenots :
- Monsieur d'Ublé,
- Monsieur de Mélynes

et de la supposée cousine d'Henri de Mesmes :
- Éléonore de Mesmes.

## Trame
Le roman est l'occasion d'exposer des techniques de négociation, ainsi que leurs effets immédiats.

« La vérité n'est pas le contraire du mensonge, trahir n'est pas le contraire de servir, haïr n'est pas le contraire d'aimer, confiance n'est pas le contraire de méfiance, ni droiture de fausseté. »

(roman chez Folio, début du chapitre I, page 11).
La discussion porte principalement sur les conditions d'exercice de la religion réformée en France. Rapidement, il s'agit de déterminer les villes dont l'administration sera concédée aux protestants par le pouvoir royal.

« "A propos de ces trois ou quatre villes" murmurai-je négligemment, tapotant des doigts sur la table. »

(roman chez Folio, chapitre VI, page 48)
Puis vient le moment de fixer les durées de concessions des villes aux protestants.

« Quand vous ne trouvez pas, monsieur, dit Catherine de Médicis, tournez-vous vers le temps. Il apporte la solution à tous les problèmes. »

(roman chez Folio, chapitre XVII, page 151).
Le traité de paix, nécessaire aux projets royaux, est signé le 8 août 1570.

## Éditions
- Saint-Germain ou la Négociation, Éditions Gallimard, Paris, 1958  (ISBN 2070265994).

## Présentation de l'auteur et de son œuvre
- interview de Francis Walder par Nicole Vedrès, sur son roman "Saint Germain ou la négociation" qui vient de recevoir le prix Goncourt [2]

## Adaptation
- Saint-Germain ou la Négociation, est un téléfilm de 2003 adapté du roman de Francis Walder. Il a été réalisé par Gérard Corbiau et les principaux acteurs sont Jean Rochefort, Rufus et Jean-Paul Farré.